# Bois pétrifié
Le bois pétrifié (du grec petro signifiant « pierre », littéralement « bois transformé en pierre ») est un type de fossile. L'étude de ces bois fait partie de la géologie, mais aussi de la paléobotanique et de l'étude des paléoenvironnements.
La carbonisation (bois carbonisé et xylit), l'immersion dans l'eau (bois gorgé d'eau) et la minéralisation ou pétrification (bois pétrifié) sont les trois moyens par lesquels un bois peut se conserver à l'échelle des temps géologiques.

## Description et processus

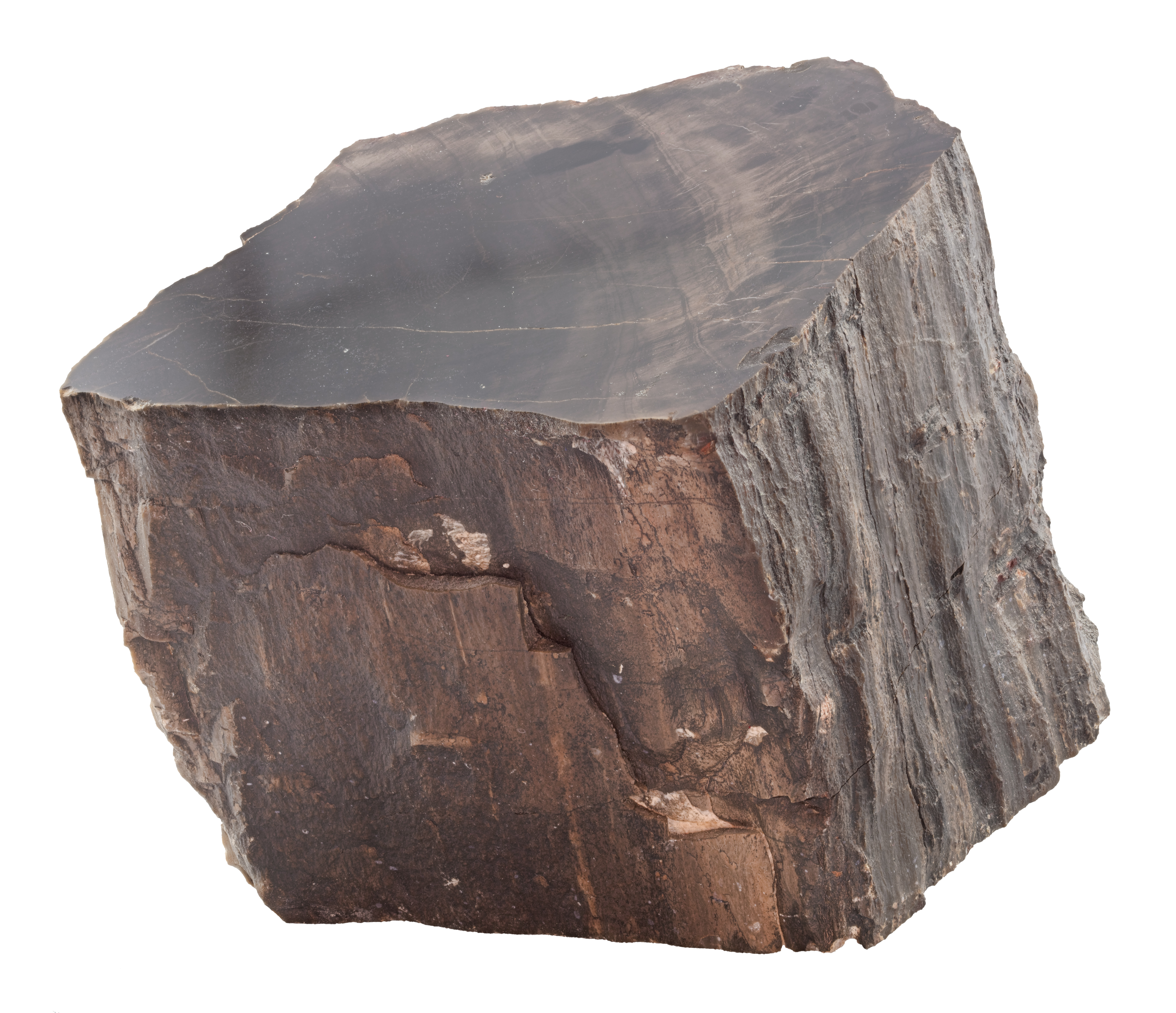
Bois pétrifié issu du parc national de Petrified Forest.

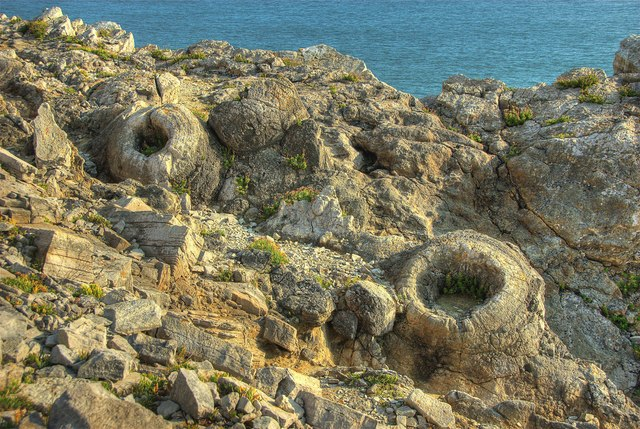
Forêt fossile de West Lulworth (Dorset, Royaume-Uni), Jurassique supérieur. Les « anneaux » (jusqu'à 2 m de large) visibles sur la photo seraient des moulages d'arbres appartenant au sous-embranchement paraphylétique des gymnospermes ensevelis dans des sédiments. La plupart ont été enfouis debout, mais certains étaient couchés. Des évaporitesassociées à des biofilms d'algues rouges et/ou de cyanophycées ont contribué à la minéralisation de la croute qui s'est formée autour des troncs, dans une eau probablement sursalée ou très minéralisée, dans une région alors aride, mais non loin d'une zone tempérée, qui expliquerait la présence de grands arbres).

Le bois pétrifié est composé de bois fossilisé où de la matière organique a été remplacée par des minéraux (le plus souvent des silicates, comme le quartz, mais aussi de la pyrite, etc.), tout en conservant une partie de la structure anatomique originale du bois.
Le processus de pétrification se produit quand le bois est enterré sous une couche de sédiments, où il se conserve d'abord en raison d'un manque d'oxygène, avant qu'une eau riche en minéraux ne circule dans le sédiment et imprègne peu à peu les cellules du bois de minéraux. Ceux-ci cristallisent ensuite éventuellement, de diverses manières. Il suffit probablement de moins de cent ans pour que certains morceaux de bois puissent être pétrifiés, mais le processus pourrait aussi être parfois beaucoup plus long, incluant des phases de recristallisation.

## Couleurs
Les couleurs prises par le bois pétrifié sont dues aux composants chimiques véhiculés par l'eau lors du processus de pétrification (plutôt qu'à l'essence de l'arbre). Les motifs de couleur complexes s'expliquent par le degré du porosité du bois au moment où les troncs ont été imprégnés par les différentes substances colorantes. Des gradations subtiles de teintes peuvent être observées pour un même spécimen, du fait que deux ou plusieurs composants se sont mêlés. Voici quelques exemples de composants chimiques et des couleurs qu'ils produisent : 

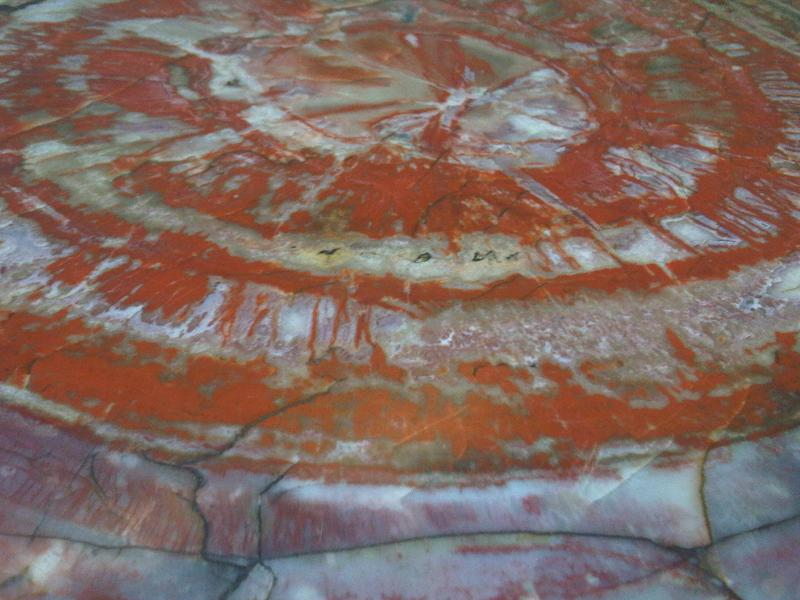
Bois pétrifié de l'Arizona.

- Hématite, une forme de fer oxydé : rouge et rose[6]
- Goethite, un oxyde de fer hydraté :  jaune, marron et orange[6]
- Chrome : vert clair[5]
- Fer natif (Fe) : vert[6]
- Silice pure (SiO2) : blanc[6]
- Carbone organique ou pyrite (FeS2 sulfure de fer) : noir[6]
- Dioxyde de manganèse (MnO2): violet et bleu[6]

Le fer peut produire un arc-en-ciel de couleurs différentes en fonction de son abondance et de son degré d'oxydation.

## Usages
Très apprécié pour ses qualités esthétiques, le bois pétrifié est utilisé pour la fabrication de bijoux. Il est recherché par les collectionneurs. Des vertus médicinales lui sont parfois traditionnellement attribuées.

## Forêts pétrifiées
On trouve du bois pétrifié dans de nombreuses régions du monde. Les morceaux de bois pétrifié de grande taille ou reproduisant fidèlement le bois sont relativement rares.
- Algérie : région d'In Salah, où s'étendait autrefois une grande forêt
- Allemagne : le musée d'histoire naturelle de Chemnitz possède une collection d'arbres pétrifiés trouvée en 1737
- Arabie saoudite : forêt pétrifiée au nord de Riyadh
- Argentine : le monument national des Bois Pétrifiés, dans la province de Santa Cruz en Patagonie, compte de nombreux arbres qui dépassent 3 m de diamètre et 30 m de long
- Australie : compte des dépôts de bois pétrifié et opalisé. Chinchilla au Queensland est réputée pour son « Chinchilla Red ».
- Belgique : forêt pétrifiée près de Hoegaarden[9]
- Brésil : forêt pétrifiée des grès de Mata, dans l'état de Rio Grande do Sul[10]
- Canada :
  - Badlands du sud de l'Alberta ; le bois pétrifié est par ailleurs la pierre provinciale de l'Alberta
  - Île Axel Heiberg, Nunavut : grande forêt pétrifiée
- Chine : Dzoungarie, Xinjiang : le gouvernement réprime la collecte du matériau, mais de grandes dalles, voire des tables, ont été réalisées avec du bois pétrifié coloré
- Équateur : forêt pétrifiée de Puyango
- Égypte : forêt pétrifiée sur la route Le Caire-Suez, zone protégée. Également dans la zone de New Cairo près de Nasr city, El Qattamiyya, près du district d'El Maadi, dans l'oasis d'Al-Farafra[11] et dans celle d'Al-Bahariya[12]
- États-Unis :
  - Parc national de Petrified Forest, Arizona
  - Petrified Forest, Californie
  - Florissant Fossil Beds National Monument, Florissant, Colorado
  - Parc national Theodore Roosevelt, Medora, Dakota du Nord
  - Petrified Wood Park, Lemmon, Dakota du Sud
  - Mississippi Petrified Forest, Flora, Mississippi
  - Forêt fossile de Gilboa, New York ; une des plus anciennes forêts de bois pétrifié, datant d'environ 380 millions d'années. Les seuls arbres disposant de beaucoup de bois sont des progymnospermes à rhizomes souterrains[13]
  - Escalante Petrified Forest State Park, Utah
  - Ginkgo Petrified Forest State Park (en), Washington
  - Petrified Springs, Kenosha, Wisconsin
  - Parc national de Yellowstone, Wyoming

- France : forêt pétrifiée du village de Champclauson.

- Grèce : Forêt pétrifiée de Lesbos, à la pointe ouest de l'île de Lesbos, peut-être la plus grande forêt pétrifiée, couvrant une superficie de plus de 150 km2 et déclarée monument national en 1985. Elle comprend de grands troncs droits et complets avec leurs racines, ainsi que des troncs allant jusqu'à 22 m de long
- Inde : Thiruvakkarai, Chennai, Tamil Nadu
- Indonésie : le bois pétrifié couvre de nombreuses zones de Banten, ainsi que quelques parties du Mount Halimun Salak National Park
- Libye : Grande mer de sable : Grande surface de troncs, branches et autres débris de bois pétrifiés mêlés à divers artefacts de l'âge de pierre.
- Madagascar dans le centre ouest, entre la falaise du Bongolava à l’est et celle du Bemaraha à l’ouest, dans la Sakamena, dans l’Isalo , dans le bassin de Morondava

- Namibie : Forêt pétrifiée du Damaraland
- Nouvelle-Zélande:
  - Curio Bay sur la côte des Catlins contient de nombreux exemples de bois pétrifié.
  - La forêt fossile de Takapuna, Auckland, Nouvelle-Zélande

- République tchèque : Nová Paka
- Royaume-Uni :
  - Nombreux exemples de forêts submergées et pétrifiées, visibles à marée basse sur la côte d'Angleterre et du Pays de Galles[14]
  - Fossil Forest, Dorset

- Soudan: Bois pétrifiée dans la zone d'El-Kourrou.
- Thaïlande : Bantak Petrified Forest Park, district de Ban Tak[15]
- Ukraine : troncs d'araucaria pétrifiés près de Droujkivka

## Galerie

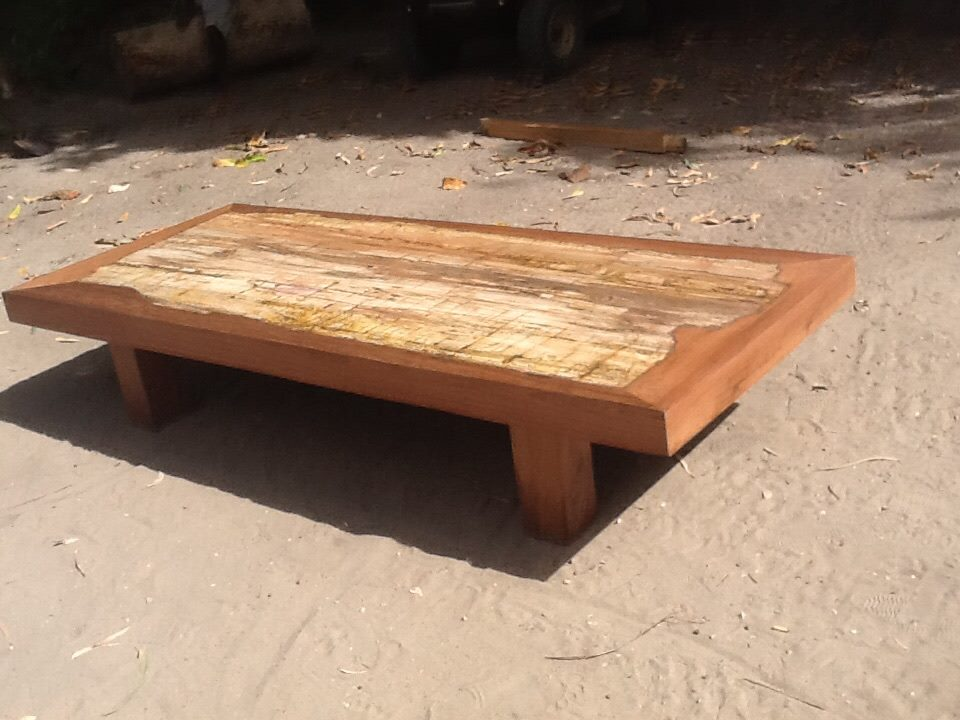
Table en bois fossile (Madagascar).
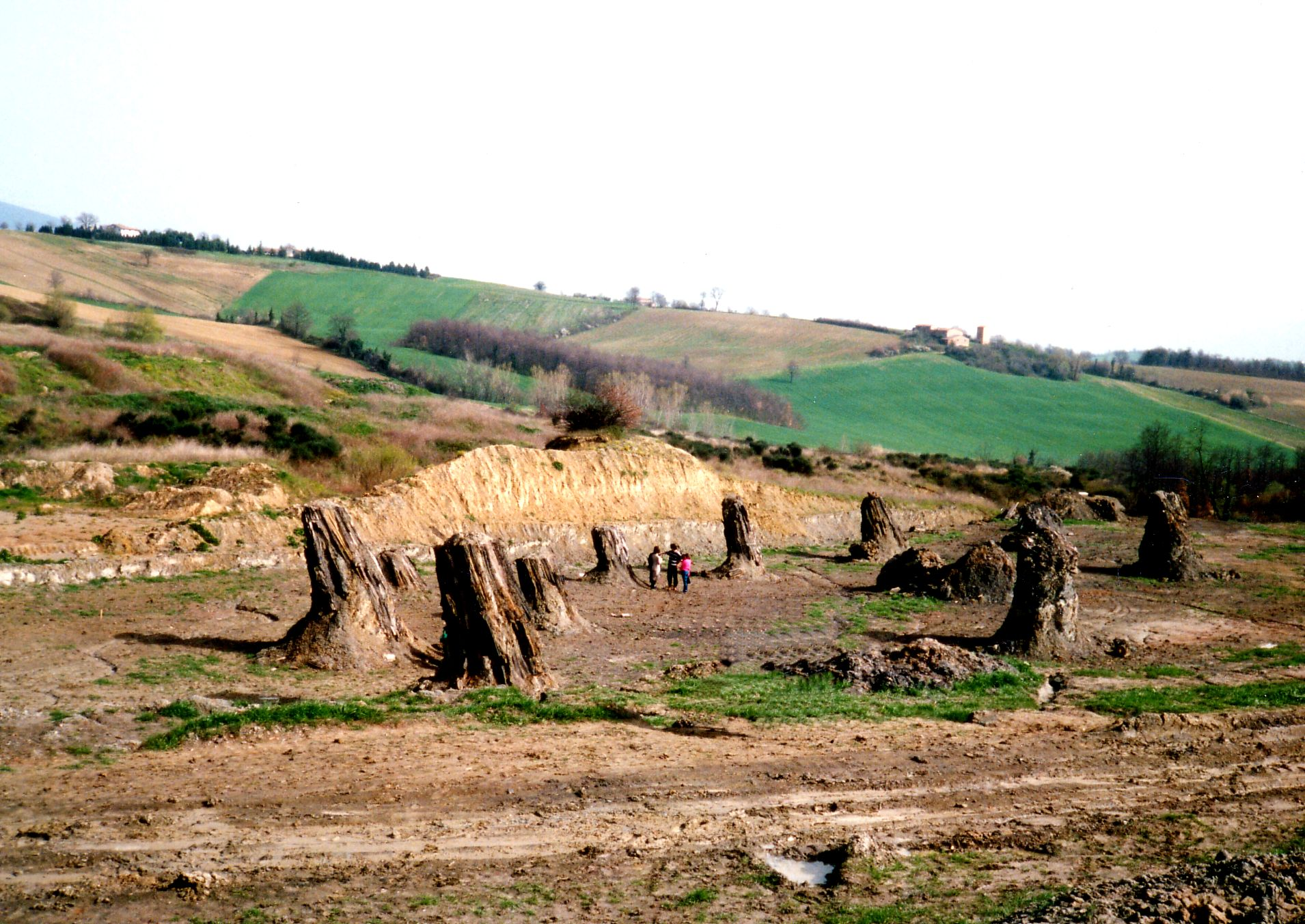
Arbres fossilisés découverts à Dunarobba, (Avigliano ; Ombrie, Italie).
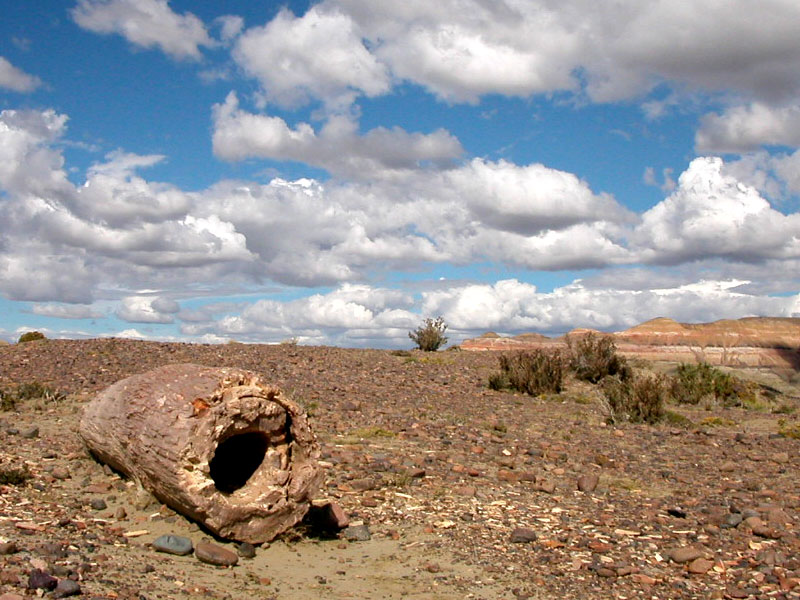
Tronc creux pétrifié, Crétacé-Paléogène de Chubut (Argentine).
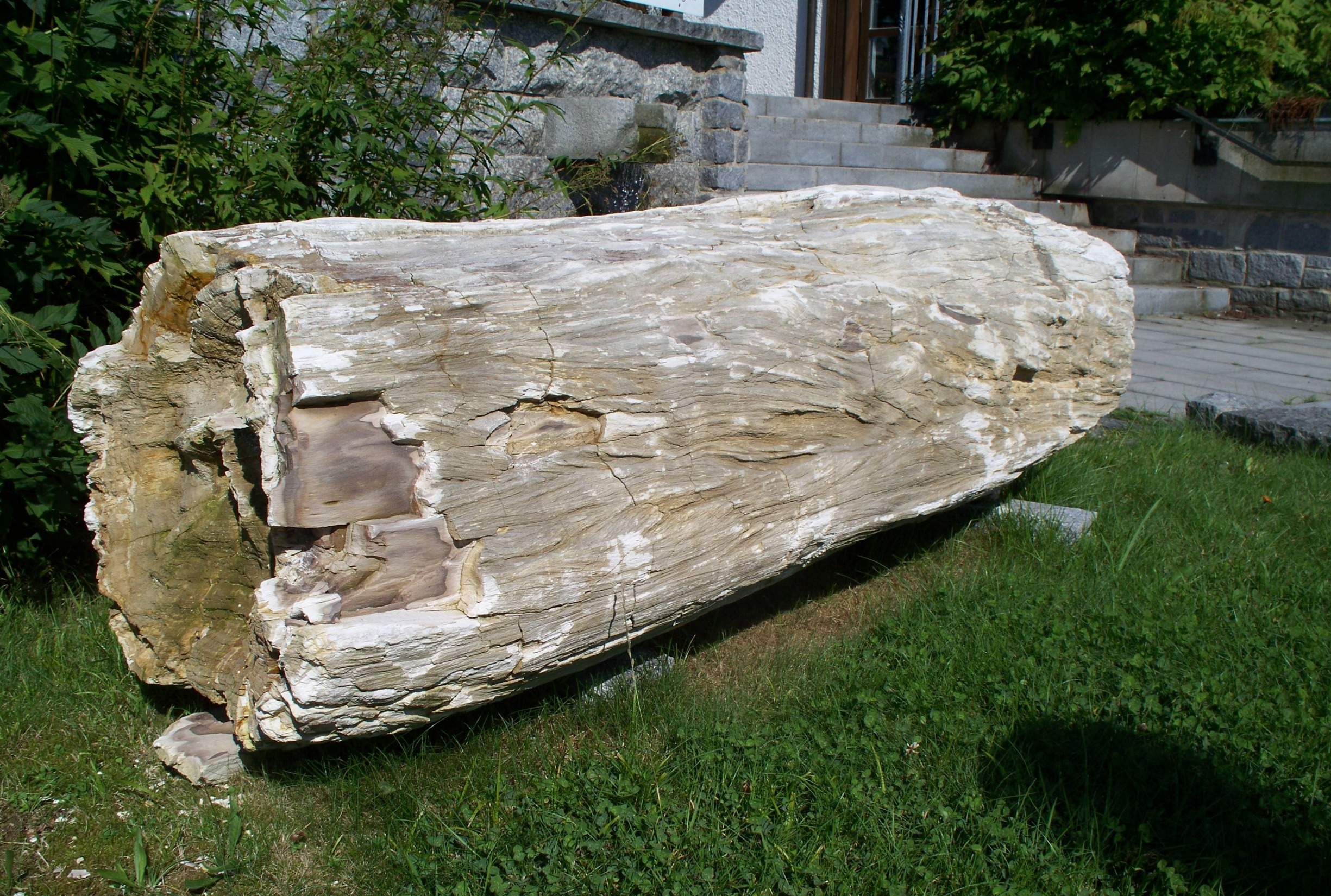
Tronc de bois pétrifié, devant le Musée Waldgeschichtlichen à Sankt Oswald-Riedlhütte (Bavière).
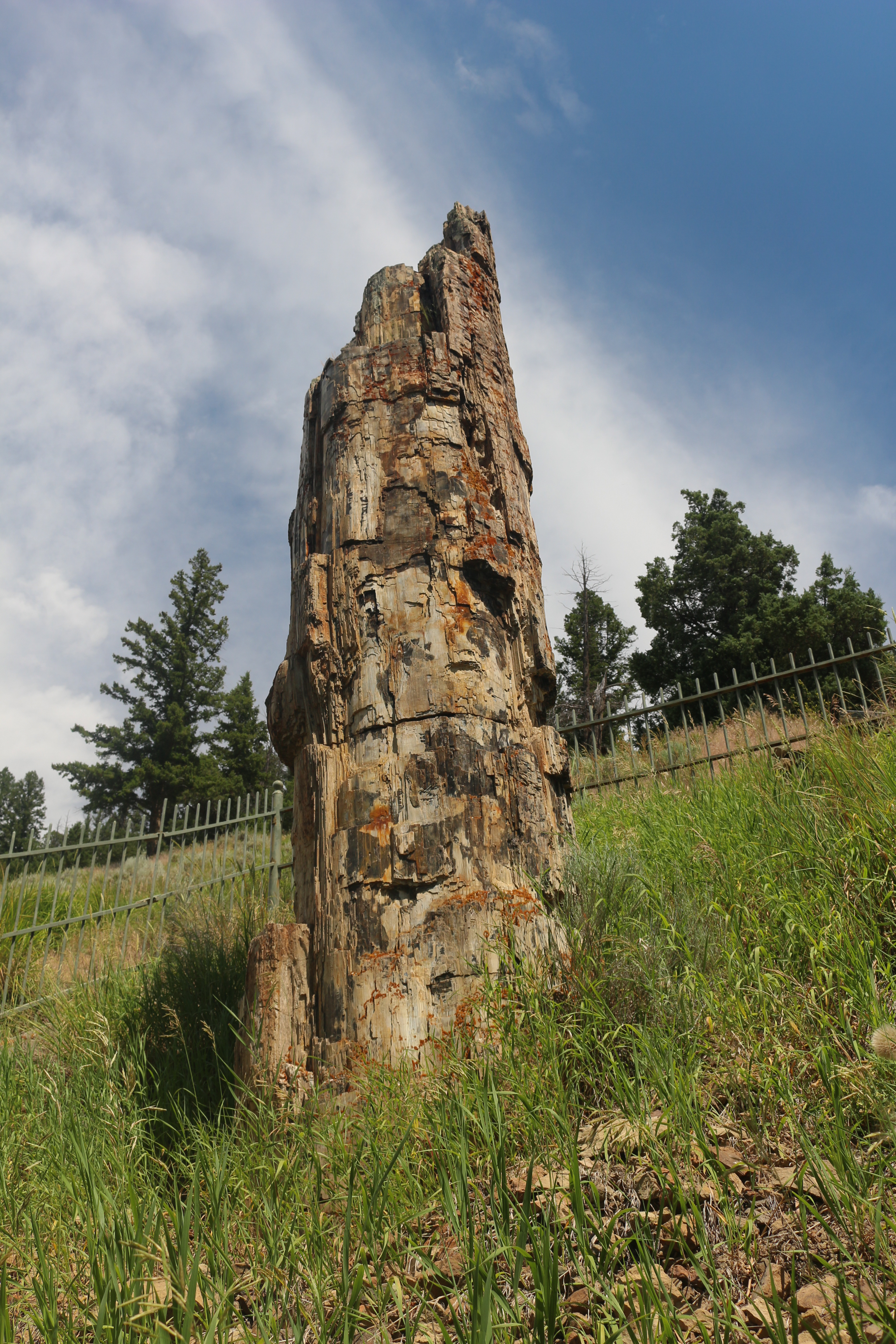
Tronc pétrifié dans le Parc national de Yellowstone aux États-Unis.
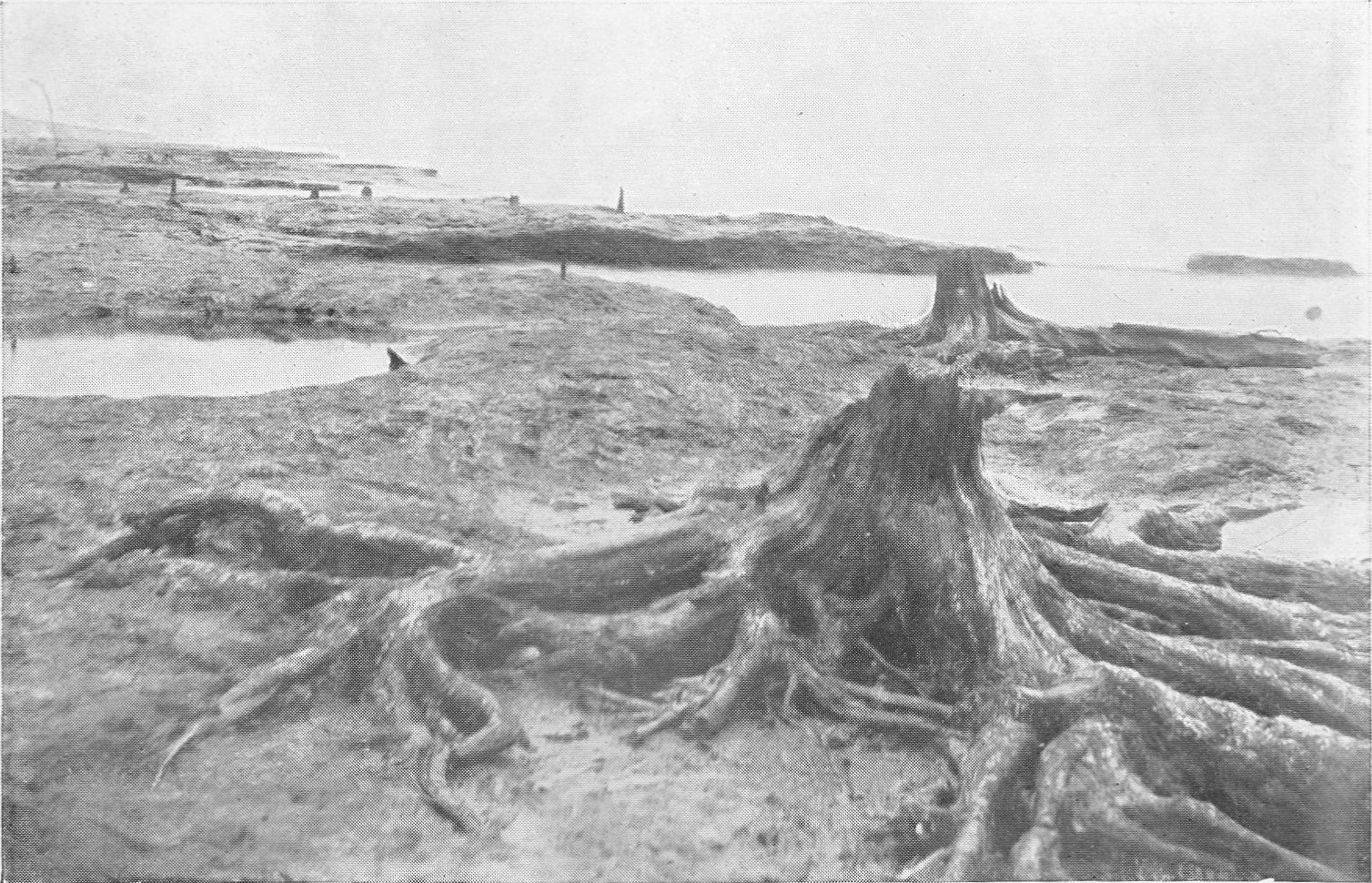
Souches et racines superficielles de la « forêt fossile » enfouie dans la tourbe, réapparaissant du fait de l'érosion du substrat par la mer, ici à marée basse à la pointe Dove, près de Meols, sur la côte du Cheshire en Angleterre, en 1913.
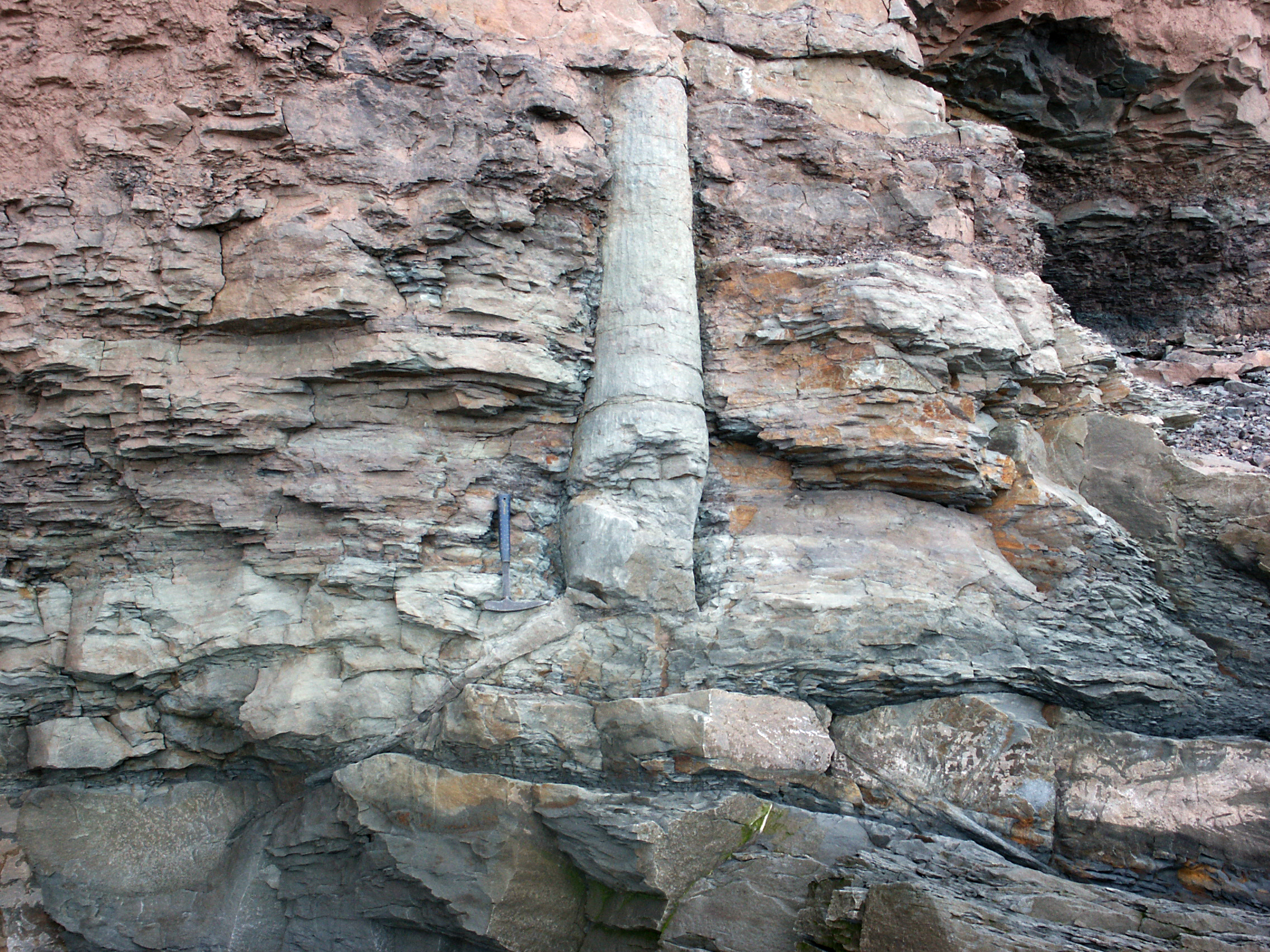
Lycopsida fossilisé (probablement Sigillaria, avec collet et racines stigmariennes, trouvé dans la Formation de Joggins (Pennsylvanie), Bassin de Cumberland, Nouvelle-Écosse.
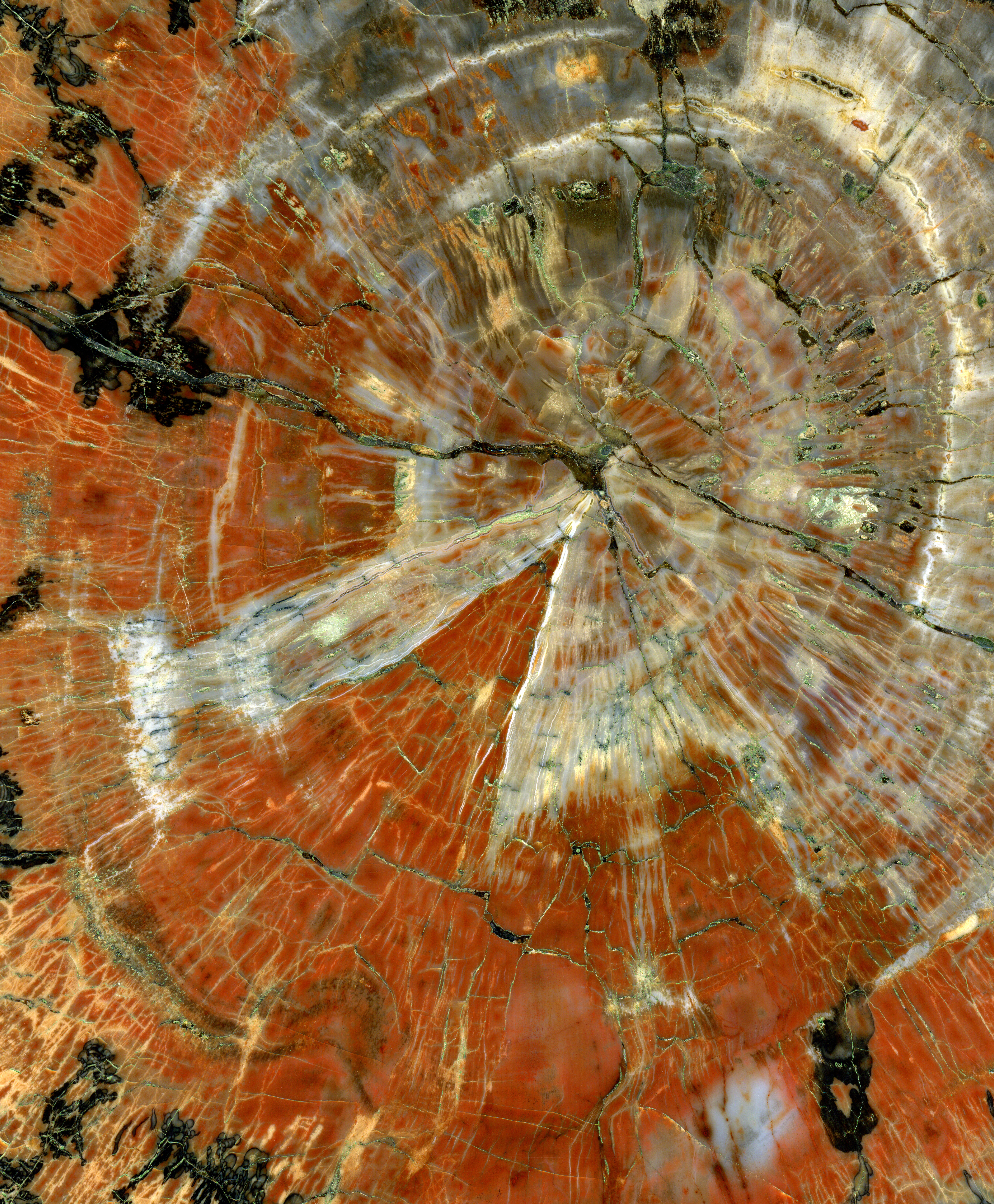
Tranche d'arbre pétrifié du Trias supérieur (environ - 230 millions d'années) provenant d'un fossile trouvé en Arizona. Les cernes sont visibles. Un tel niveau de détail est très rare. Des restes de traces de galeries d'insectes sont même visibles sur l'image agrandie.